# Dicranomyia subchlorotica
Dicranomyia subchlorotica är en tvåvingeart som först beskrevs av Alexander 1969.  Dicranomyia subchlorotica ingår i släktet Dicranomyia och familjen småharkrankar. Inga underarter finns listade i Catalogue of Life.